# Karsten
A Karsten (B3: CTKA3, CTKA4) é uma indústria têxtil brasileira de cama, mesa, banho e tecidos para decoração com sede em Blumenau, estado de Santa Catarina. Foi fundada em setembro de 1882 pelo imigrante alemão Johann Karsten.
A Karsten tornou-se uma companhia de capital aberto em 1971. Em 1977 implantou a sua própria fiação, completando assim toda a cadeia de produção.
Está presente em mais de 40 países, tornando-a uma das maiores exportadoras do país em artigos têxteis.